# Michel Glinski
Michel Glinski (en lituanien : Mykolas Glinskis, en polonais : Michał Gliński, en russe : Михаил Львович Глинский) est un homme de guerre lituanien, né vers 1470 et mort le 15 septembre 1534.

## Biographie
D’une famille princière, il s’illustra en combattant les Tartares et jouit de la faveur du roi de Pologne Alexandre (1505), mais fut disgracié par le successeur de ce prince, Sigismond. Il se réfugia en Russie auprès du grand-prince Vassili III, et lui fournit les moyens de s’emparer de Smolensk et de plusieurs autres places de la Pologne. Devenu plus tard suspect à Vassili, il fut jeté dans un cachot où il resta 13 ans et n’en sortit qu’à la mort du grand-prince. Sa fille se dévoua pour le soigner dans sa prison.
Sa nièce, Hélène, avait épousé Vassili III et fut mère d’Ivan IV.
Ses frères disputèrent la régence aux Chouïski pendant la minorité d’Ivan IV.